# Зелене (Петрівська селищна громада)
Зеле́не — село в Україні, у Петрівській селищній громаді Олександрійського району Кіровоградської області. Населення становить 604 особи. Колишній центр Зеленської сільської ради.

## Історія
Засноване в 1672 році. В 2-й пол. 17 ст. виникло козацьке займище. З 1734 року в складі Інгульської паланки Нової Січі. Будівництво Петропавлівської церкви — 1752 рік, для родин козаків. З 18.06.1754 Зелене в складі Слобідського козацького полку, сотник — Петро Кот, 112 мешканців чоловічої статі. 1762 рік — 276 жителів. З 22.03.1764 в складі Єлисаветградського пікінерського полку Новоросійської губернії, як державна ротна слобода, центр 12-ї роти. 1769 рік — татарський набіг і руйнація слободи Зеленої. З початку 70-х років нове заселення, у тому числі запорожцями — «В с. Зеленому запорожці поселили 30 родин із Молдавського полку» (Гільденштедт). На 1772 — 73 двори, 365 мешканців. На 12.09.1776 відомо про священника Даниїла Михайліва. 1793 рік — освячення нової церкви.
З 5.06.1806 в складі Верхньодніпровського повіту Херсонської губ. З 1821 — стає військовим поселенням 2-го кірасирського ескадрону Стародубського полку 3-ї кірасирської дивізії 2-го резервного кавалерійського корпусу. На 9.03.1841 відомо про священника Феофіла Мартиновича Порудіїва. 1848 рік — кількість мешканців — 1167 чол.ст. і 1158 жін.ст. На 1857 — с. Зелене знову державне поселення, а мешканці — державні селяни, мешканців — 2221 осіб. На 1867—2124 осіб.
На 1908 рік в Зеленому проживає 5311 осіб. 1917—1921 р.р. — боротьба за самостійну Україну, окупація німцями (квітень 1918), військами Денікіна (серпень, 1919), більшовиками (з 1921 по 1941 і з 1943 по 1991 р.р.). На 1.01.1925 Зелене — районний центр Зеленівського району Криворізької округи, 6724 мешканці. З 1929 триває геноцид українського народу, населення на 1972 рік — 2191 особа. З 9.03.1932 в складі Петрівського району. З 1941 по 1943 під німецькою окупацією. З 1991 в складі незалежної України. Населення скорочується, село занепадає.

## Населення
Згідно з переписом УРСР 1989 року чисельність наявного населення села становила 1378 осіб, з яких 601 чоловік та 777 жінок.
За переписом населення України 2001 року в селі мешкало 1045 осіб.

### Мова
Розподіл населення за рідною мовою за даними перепису 2001 року:
| Мова       | Відсоток |
| ---------- | -------- |
| українська | 93,40 %  |
| російська  | 4,40 %   |
| молдовська | 0,19 %   |
| білоруська | 0,10 %   |
| інші       | 1,91 %   |

## Відомі люди
- Кришень Павло Федорович — доктор медичних наук, професор.
- Таранець Олександр Михайлович (1924—1998) — український співак (баритон), народний артист України.
- Хавренко Василь Михайлович — український радянський діяч, бригадир прохідників шахти «Нова» Східного гірничо-збагачувального комбінату, Герой Соціалістичної Праці (1966). Депутат Верховної Ради УРСР 7-9-го скликань. Член Президії Верховної Ради УРСР 8-го скликання.
- Хоменко Іван Євтихійович — український поет.
- Борис Павлович Куновський — художник-графік, автор екслібрисів.
- Тихий А.К — професор Дніпропетровського медичного інституту.